# 군위군의회
군위군의회는 대구광역시 군위군 지역을 관할하는 기초의회이다.